# 武仙座τ流星雨
武仙座τ流星雨（英語：Tau Herculids）是以武仙座τ星附近为辐射点出现的流星雨，国际天文聯會編號00061，缩写为TAH。一般出现于每年的5月底至6月初。

## 錯誤的流星雨名稱
國際天文聯會沒有「武仙座流星雨」這個名稱，因為武仙座共有十四個流星雨，它們分別是：武仙座τ流星雨、武仙座f流星雨、武仙座x流星雨、四月武仙座102流星雨、武仙座21流星雨、武仙座90流星雨、武仙座52流星雨、武仙座110流星雨、六月武仙座9流星雨、四月武仙座β流星雨、武仙座δ流星雨、武仙座21流星雨、二月武仙座流星雨和武仙座77流星雨。使用「武仙座流星雨」這個名詞無法分辨出是那一個流星雨。

## 母体
武仙座τ流星雨源自周期彗星施瓦斯曼-瓦赫曼3号彗星的解体。施瓦斯曼-瓦赫曼3号彗星于1930年在距离地球1000万公里范围内经过时被发现，此时彗星已经出现碎片化趋势，显示出双核。
1995年，彗星表现出非常强烈的分裂活动，导致其彗核破碎成五块；在2001年的回归中，只观察到了3个碎片，而在2006年的下一次回归中，碎片的数量已经上升到60多个：碎片的实际数量可能要高得多，但它们的发现受到观测工具的限制。在不久的将来，这颗彗星很可能会如比拉彗星般完全解体，产生一团尘埃和流星体，甚至大小适中，它们的膨胀将导致年度的武仙座τ流星雨。

## 活动
武仙座τ流星雨一般出现于5月19日至6月14日之间，活跃于6月初期；通常，起源于施瓦斯曼-瓦赫曼3号彗星的流星雨的活动度很低，约为每小时2颗流星；而在极少数年份可能异常活跃。最佳观测时间是前半夜，因为此时它的辐射点几乎位于北半球中纬度的天顶。

### 过去的发现
关于武仙座τ流星雨的首次出现，过去一直存在争议：1930年观测到两次流星雨，第一次发生于1930年5月21日，即在发现施瓦斯曼-瓦赫曼3号彗星几天后；第二次发生于1930年6月9日和6月10日。现今认为5月21日的流星雨与施瓦斯曼-瓦赫曼3号彗星无关；而第二场流星雨实际上来自该彗星，现今的计算表明流星雨峰值应该出现于1930年6月8日，由于天气恶劣而未观察到。
当施瓦斯曼-瓦赫曼3号彗星于1930年被发现时，彗星轨道确定的初步结果表明流星数量可能会增加。在观测期间，1930年6月9日一小时内观测到59颗流星，6月10日在30分钟内观测到36颗流星。辐射点在赤经15h44m，赤纬+41°。然而，在后来的几年里，只观测到几颗流星。
2006年5月，施瓦斯曼-瓦赫曼3号彗星以略小于0.07天文单位的距离通过地球轨道。虽然这个距离相对较远，无法使流星活动增强，但由于彗星分裂，其碎片被密切关注。当年只观测到ZHR较低的流星雨。
2022年5月31日，武仙座τ流星雨再次出现。此次流星雨由1995年母彗星施瓦斯曼-瓦赫曼3号彗星分裂的碎片产生。国际流星组织预测此次流星雨的峰值出现于协调世界时5月31日5时，辐射点位于赤经14h、赤纬+28°，最大速率约为16km/s，但由于此次流星雨的不确定性，因此并未给出ZHR的预测数据。一些研究预测此次流星雨峰值期间可能产生每小时数千颗流星，而实际上只观测到每小时40-60颗流星。

### 未来的预测
预计该流星雨将于2049年再次产生强流星暴。对2022年和2049年的预测表明，随着地球轨道穿过施瓦斯曼-瓦赫曼3号较早释放的彗星物质，可能会出现更高的速率。
除了这些流星雨之外，施瓦斯曼-瓦赫曼3号彗星的持续解体可能会导致形成一个广泛而密集的流星环，这将在几十年内产生中等强度的年流星雨。